# Gershon Kingsley
Pour les articles homonymes, voir Kingsley.
Götz Gustav Ksinski, dit Gershon Kingsley, né le 28 octobre 1922 à Bochum en Allemagne et mort le 10 décembre 2019 à New York aux États-Unis, est un auteur-compositeur et instrumentiste germano-américain de variétés électroacoustiques pop et jazz.
Chef d'orchestre à Broadway, devenu un pionnier de la musique expérimentale, il a travaillé pour la publicité et la télévision tout en composant des œuvres de musique savante marquées par le souvenir de la Shoah ou au contraire par un humour typique du nouvel American way of life. Il demeure plus connu pour avoir écrit la toute première pièce de musique électronique ayant rencontré un succès populaire : Popcorn.

## Biographie

### Exils (1922-1953)
Götz Ksinski naît d'un père allemand Juif et d'une mère polonaise élevée dans le catholicisme, qui se convertit au judaïsme. Il grandit dans le Berlin de la République de Weimar et adhère à un mouvement de jeunesse sioniste au sein duquel il s'initie à l'agriculture. Le but est d'apprendre à fertiliser les terres du futur Israël. Le fermier duquel il reçoit sa formation est un nazillon.
Quelques jours avant la Nuit de cristal, en 1938, pour échapper aux persécutions qui ont déjà commencé, Götz Ksinski, âgé de quinze ans, est envoyé en Palestine dans un kibboutz. De leur côté, ses parents s'enfuient peu après à Cuba, d'où ils rejoignent les États-Unis en 1939. À Ein Harod, l'adolescent, devenu majeur, rejoint les rangs de la police des villages juifs de la Notrim. Il patrouille sur un cheval blanc. À l'occasion, il se produit dans un orchestre de jazz à Jérusalem ou Tel Aviv. Il fait ses études au conservatoire de Jérusalem.
En 1946, il rejoint ses parents à New York. Pianiste autodidacte qui a grandi dans la musique de Mozart mais sans diplôme universitaire ni équivalence, il est refusé à la Juilliard School of Music et part aussitôt pour Los Angeles retrouver un frère aîné. À vingt-quatre ans, tout en travaillant, il s'inscrit aux cours du soir. Il parvient à terminer le cursus des études secondaires et entre au conservatoire de l’Institut des arts de Californie. Pour payer ses études, il tient l'orgue dans les synagogues des environs. Une fois obtenu son baccalauréat ès arts option musique, il est embauché au Music Circus (en) de Sacramento sans sortir pour autant de son existence précaire.

### De Broadway à l'avant-garde (1955-1966)
En 1955, à trente-trois ans, il retourne à New York. Il y travaille à Broadway comme chef d'orchestre et comme arrangeur de comédies musicales. Il a l'occasion de collaborer avec Leonard Bernstein mais aussi d'accompagner sur scène John Cage et Laurie Anderson.
En 1966, il produit avec Jean-Jacques Perrey chez Vanguard, organisateur en 1964 de leur rencontre, The In Sound from Way Out!, dans lequel les deux amis utilisent l'ondioline et l'Échantillonneur sur des thèmes tirés de la musique classique ou contemporaine, Tchaïkovski, Ponchielli, Badale, voire Allan Sherman... Le titre qui ouvre l'album, Unidentified Flying Object, sera repris pendant des décennies par plusieurs émissions de télévision. Gershon Kingsley fait l'orchestration de quinze des Chants populaires français de Joseph Canteloube et dirige l'orchestre lors de leur enregistrement à Vienne par la soprano Natania Davrat.

### La popularisation de la musique de synthèse (1967-1973)
Gershon Kingsley rend visite à Robert Moog, qui lui présente son Moog, et le duo Perrey et Kingsley (en) sort en 1967 Kaleidoscopic Vibrations: Electronic Pop Music from Way Out (en), qui contient des compositions originales et des réinterprétions telles que Les Parapluies de Cherbourg de Michel Legrand. Les titres The Savors et Baroque Hoedown (en) (le hoedown est une danse country) seront longtemps repris, le second exploité de multiples façons par le groupe Disney.
L'année suivante, Gershon Kingsley réalise seul un disque intitulé Music to Moog By, qui sort en 1969. Au milieu de reprises des Beatles, de Beethoven et de Simon and Garfunkel, on y entend une première version de Popcorn, courte, mais l'œuvre n'a alors pas autant de succès que le Switched-On Bach de Wendy Carlos.
Son ami Herb Wasserman, un amateur juriste de son métier, lui suggère d'associer plusieurs Moog. Le projet séduit un imprésario en vue, Sol Hurok, et le First Moog Quartet (en) est donné à Carnegie Hall le 30 janvier 1970. C'est le premier spectacle donné sur une musique de synthèse. Il comporte danseurs, projections de films abstraits et musique d'ailleurs.
Malgré la critique assassine du New York Times, Arthur Fiedler, chef d'orchestre du Boston Pops, lui commande une composition de synthèse pour orchestre symphonique. La première de Concerto Moogo donnée en 1971 à la Salle symphonique de Boston est diffusée par la télévision sur tout le territoire des États-Unis.
Sol Hurok organise une tournée aux États-Unis et en Allemagne. Parmi les compositions originales de Kingsley auxquelles celui-ci mêle des paroles tirées de poètes de la Beat Generation, les quatre musiciens remportent à chaque fois un succès avec le joyeux Popcorn.
En 1972, Stan Free (en), musicien du First Moog Quartet passé au groupe Hot Butter, lui propose d'en faire une version longue, la plus connue. En 1973, Jean-Michel Jarre en produit une encore plus développée. Il en existe aujourd'hui quelque cinq cents versions. Le succès commercial permet à Gershon Kingsley de payer les études universitaires de sa fille.

### Kingsley Sound Inc. (1974-2017)
Poussé par sa maison de disques, Gershon Kingsley tente de rééditer son exploit commercial. Si Sauerkraut (« choucroute ») a un petit succès en Allemagne, Crakers-Jacks ne surpassera pas Popcorn et sa légèreté ludique.
Il fonde la Kingsley Sound Inc., s'installe à Munich et travaille pour le cinéma pornographique ou d'horreur de série B, la télévision et la publicité. Il passe au Fairlight CMI et au Synclavier, avec lesquels il produit une musique new age et écrit des musiques de générique pour la ZDF.

## Carrière artistique

### Orchestration et arrangements
- Ernest in Love, Gramercy Arts Theatre, première le 4 mai 1960.
- King of the Whole Damn World, Jan Hus Playhouse, 14 avril 1962.
- Put It in Writing, Lucille Lortel Theatre, 13 mai 1963.

Tient en outre la partie piano.
- Hotel Passionato, East 74th Street Theatre, 22 octobre 1965.
- Great Scot!, Theatre Four, 10 novembre 1965.
- Hooray! It's a Glorious Day...and all that, Theatre Four, 9 mars 1966.

### Direction musicale
- The Entertainer, Royale Theatre, 12 février 1958 - 10 mai 1958.
- Vintage '60, Brooks Atkinson Theatre, 12 septembre 1960 - 17 septembre 1960.
- La Plume de ma tante, Royale Theatre, 11 novembre 1958 - 17 décembre 1960.
- Fly Blackbird, Mayfair Theatre, 5 février 1962.
- Josephine Baker, Brooks Atkinson Theatre, 4 février 1964 - 16 février 1964.
- Cafe Crown, Martin Beck Theatre, 17 avril 1964 - 18 avril 1964.
- The Cradle Will Rock, Theatre Four, 8 novembre 1964.
- Hotel Passionato,	East 74th Street Theatre, 22 octobre 1965.
- I'm Solomon, Mark Hellinger Theatre, 23 avril 1968 - 27 avril 1968.
- Premier quartette Moog (en), tournée des universités américaines et en Allemagne, 1970.

### Acteur de comédie musicale
- Le clerc dans The Cradle Will Rock, Theatre Four, première le 8 novembre 1964.

## Œuvre composée

### Cantates
- A Prophet's Song of Love
- What Is Man?
- Shabbat for Today
- They Never Had the Chance to Live
- Simcha
- The Fifth Cup
- Friday of Thanksgiving
- Shepherd Me, Lord.
- Selma

### Illustrations sonores les plus célèbres
- Parade électrique Disney.
- Jeu télévisé Le fou est atout (en), WAFF TV (en).
- Logotype de la WGBH.
- Logotype de la NBC.
- Jeu télévisé Die Pyramide (de), ZDF.
- Série Merlin (de).
- Émission pour enfants Babbelgamm (de).
- The Clock Strikes Thirteen.

### Musiques d'ambiance
- Much Silence
- Sanctuary
- Anima

### Opéras et musiques de scènes
- Kom(m)ödchen (de).
- Cristobal.
- Tierra.
- Segen Der Nacht, 1998.
- Liv. M. Kunze, Raoul, 2004-2008.

### Musiques de films
- 1969 Sam's Song de Jordan Leondopoulos.
- 1970 : Le Rêveur de Dan Wolman (en).
- 1972 : Nuit de silence, nuit de sang. (en) de Theodore Gershuny.
- 1973 : Les Pulpeuses de Théodore Gershuny.

## Anthologie discographique
- 1966 avec J. J. Perrey The In Sound from Way Out!
- 1967 avec J. J. Perrey Kaleidoscopic Vibrations: Electronic Pop Music from Way Out
- 1969 Music to Moog By
- 1970 First Moog Quartet
- 1970 Switched-On Gershwin
- 1971 avec J. J. Perrey {Kaleidoscopic Vibrations: Spotlight on the Moog
- 1984 Love songs de George Gershwin
- 1991 The Essential Perrey and Kingsley (en)
- 2005 Voices from the Shadow
- 2006 God Is a Moog
- 2007 Vanguard Visionaries: Perrey and Kingsley
- 2009 Silent Night, Bloody Night
- Music Between Chairs

## Distinctions
- Prix Tony du meilleur chef d'orchestre et directeur musical 1959[7] pour La Plume de ma tante.
- Deux prix Obie.
- Prix Emmy pour A New Voice in the Wilderness.
- Avec Jean-Jacques Perrey, Prix Clio (en) 1968 pour Les Sauveurs.
- Prix pour l'ensemble de la carrière de la Fondation Bob Moog (en)[8].